# Isola Vicentina
Isola Vicentina is een gemeente in de Italiaanse provincie Vicenza (regio Veneto) en telt 8448 inwoners (31-12-2004). De oppervlakte bedraagt 26,4 km², de bevolkingsdichtheid is 320 inwoners per km².
De volgende frazioni maken deel uit van de gemeente: Castelnovo, Ignago, Torreselle.

## Demografie
Isola Vicentina telt ongeveer 3040 huishoudens. Het aantal inwoners steeg in de periode 1991-2001 met 14,0% volgens cijfers uit de tienjaarlijkse volkstellingen van ISTAT.
| Jaar | Inwoneraantal |
| ---- | ------------- |
| 1991 | 7046          |
| 2001 | 8034          |

## Geografie
De gemeente ligt op ongeveer 55 m boven zeeniveau.
Isola Vicentina grenst aan de volgende gemeenten: Caldogno, Castelgomberto, Cornedo Vicentino, Costabissara, Gambugliano, Malo, Villaverla.

## Externe link

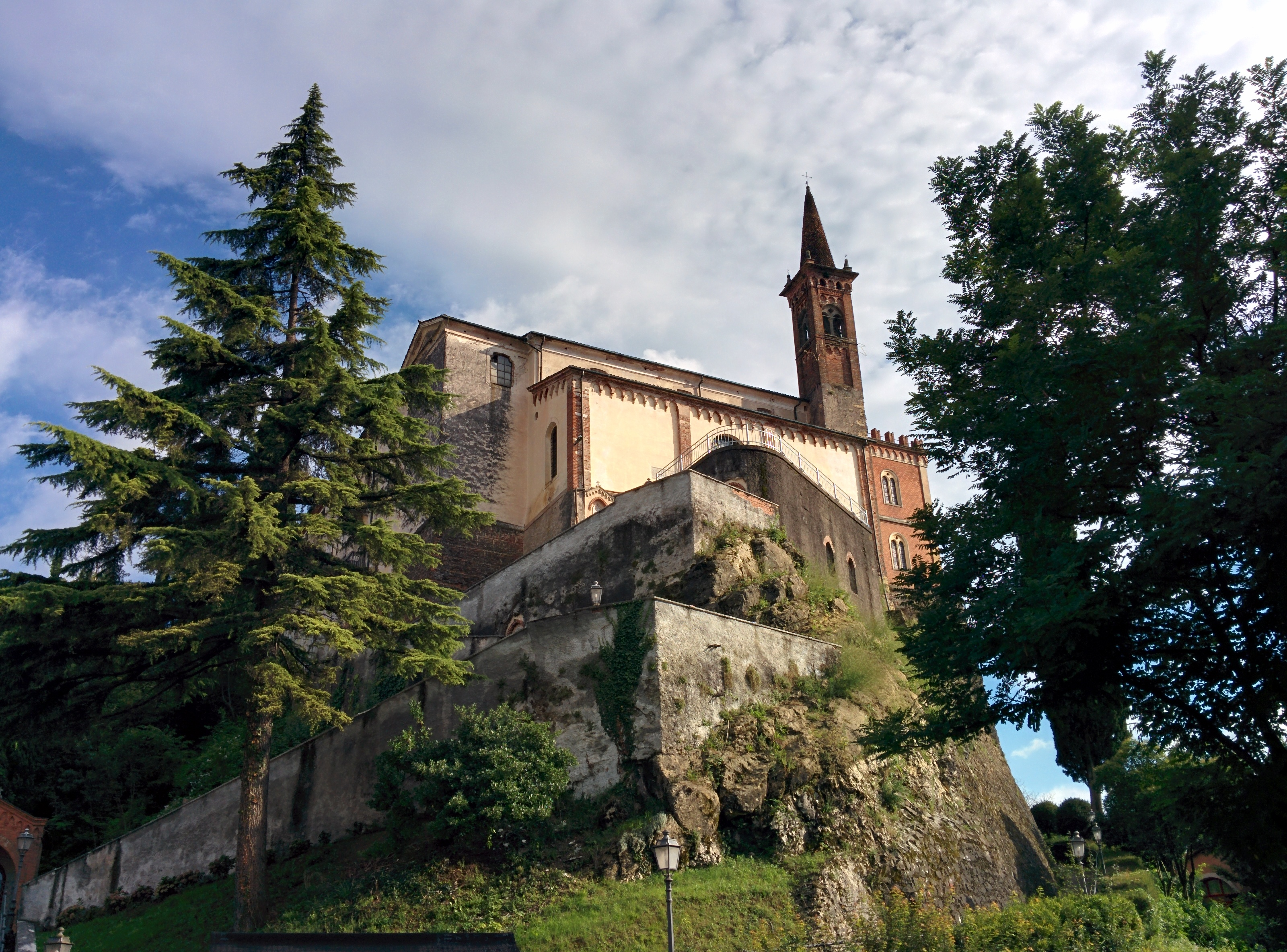
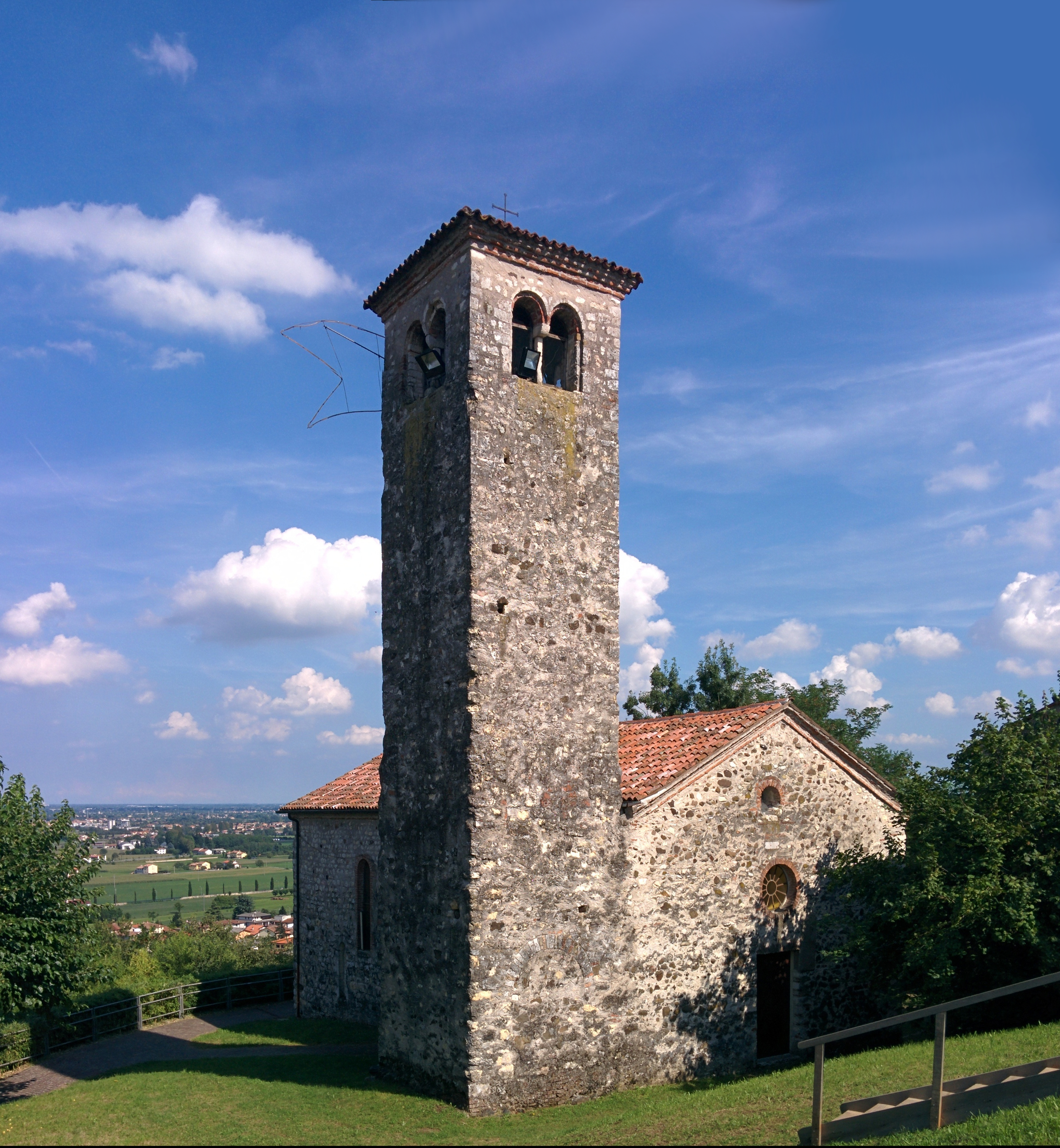